# 시아 라폰드
시아 노엘리바 라폰드(영어: Thea Noeliva LaFond, 1994년 4월 5일~)는 도미니카 연방의 육상 선수로 주 종목은 세단뛰기이다.  올림픽에 3회 참가했으며 2024년 하계 올림픽에서 여자 세단뛰기 종목에서 금메달을 획득하여 도미니카 연방 최초의 올림픽 메달리스트가 되었다.
현재 도미니카 연방 여자 세단뛰기와 멀리뛰기 국가기록을 보유하고 있다.